# هاردین
هاردین، تگزاس(به انگلیسی: Hardin, Texas) شهری در ایالت تگزاس از ایالات جنوبی ایالات متحده آمریکا است. در سرشماری سال ۲۰۰۰، جمعیت این شهر ۷۵۵ نفر اعلام کرده بود.